# فصلنامهٔ گیلگمش
فصلنامهٔ میراث و گردشگری گیلگمش با رویکرد آگاهی‌رسانی و ایجاد انگیزهٔ تحقیق و پژوهش برای علاقه‌مندان، دانشجویان، پژوهشگران، دست‌اندرکاران میراث فرهنگی، میراث طبیعی، میراث ناملموس، گردشگری، هنرهای سنتی و دیگر مخاطبان، با پرداختن به موضوعات فرهنگی و تاریخی، محیط زیست و طبیعت‌گردی و با نگاهی به چالش‌های روز صنعت گردشگری به صورت فصلی به مدیرمسئولی «آرش نورآقایی» تهیه و منتشر می‌شود.

## نام‌گذاری
عنوان فصلنامه بر اساس اسطورهٔ گیلگمش، نخستین مسافر اسطوره‌ای تاریخ و پادشاه شهر اوروک انتخاب شده‌است. بر پایهٔ فهرست شاهان سومر، گیل‌گَمِش پنجمین شاه اوروک و پسر لوگالباندا بود که در حدود ۲۷۰۰ سال پیش از میلاد مسیح در یک دورهٔ ۱۲۵ ساله بر سومریان حکمرانی می‌کرد. افسانه‌ها مادر او را ایزدبانویی به نام نینسون دانسته‌اند. اوروک یکی از شهرهای باستانی میان‌رودان در جنوب عراق کنونی بوده‌است. حماسهٔ گیلگمش دربارهٔ او است.

## چاپ فصلنامه
گیلگمش هم به زبان فارسی و هم به زبان انگلیسی در دو مجلد جدا از هم و با محتویات متفاوت چاپ می‌شود. این مجله سازگار با محیط زیست بوده، از کاغذ سنگ تهیه شده و برای چاپ آن هیچ درختی قطع و هیچ آبی مصرف نمی‌شود.

## ویژه‌نامه‌ها
فصلنامهٔ «گیلگمش»، با هدف ترویج مسیرهای سفر نسبت به انتشار ویژه‌نامه‌های تحقیقاتی، پژوهشی و هدفمند اقدام می‌کند.
ویژه‌نامهٔ «سفر به هفت شهر عشق» با محوریت «جادهٔ ابریشم»، «خراسان بزرگ»، مسیر حرکت امام رضا در ایران و مسیر زیارتی و عرفانی از ری تا مشهد است که در آبان ماه سال ۱۳۹۶ منتشر شده‌است.
ویژه‌نامهٔ «گیلگمش نوجوان» مفاهیم سفر، گردشگری، میراث‌فرهنگی، ایران‌شناسی، صنایع‌دستی، ادبیات و محیط‌زیست را به زبان این گروه سنی معرفی می‌کند. این ویژه‌نامه در هفت بخش «بوم»، «چاقاله»، «دماوند»، «مینا»، «نقاره»، «هفت‌خان» و «کاوه»  منتشر شده‌است.
کنوانسیون جهانی راهنمایان گردشگری از ۶ تا ۱۳ بهمن ماه ۱۳۹۵ با حضور راهنمایان گردشگری جهان در ایران برگزار شد. تیم تحریریهٔ گیلگمش در راستای برنامهٔ کنوانسیون، ویژه‌نامه‌ای منتشر کرد که اولین شمارهٔ انگلیسی زبان مجلهٔ گیلگمش نیز محسوب می‌شود.

ویژه‌نامهٔ گیلگمش، سفر به هفت شهر عشق
ویژه‌نامهٔ گیلگمش نوجوان
ویژه‌نامهٔ کنوانسیون جهانی راهنمایان گردشگری

## پیشینهٔ فعالیت و انتشار
نخستین بار در اسفند ۱۳۹۱ با مجوز شرکت «افق گردشگری ایرانیان» و با همکاری هفته‌نامهٔ تعطیلات نو (https://nooraghayee.com/19389) ویژه‌نامه‌ای به نام «گیلگمش» منتشر شد. سپس در سال ۱۳۹۴ زیر نظر کانون انجمن‌های صنفی راهنمایان گردشگری سراسر کشور، یک شمارهٔ الکترونیکی از مجلهٔ گیلگمش منتشر شد و در تاریخ ۱۸ آبان ۱۳۹۴ مجوز فصلنامه‌ای به نام «گیلگمش» دریافت شد. امکان خرید اینترنتی فصلنامه از طریق وب سایت آن فراهم است.

## نگارخانه (جلدهای فصلنامهٔ فارسی)

جلد شمارهٔ یک فصلنامهٔ گیلگمش
جلد شمارهٔ دو فصلنامهٔ گیلگمش
جلد شمارهٔ سه فصلنامهٔ گیلگمش
جلد شمارهٔ چهار فصلنامهٔ گیلگمش
جلد شمارهٔ پنج فصلنامهٔ گیلگمش
جلد شمارهٔ شش فصلنامهٔ گیلگمش
جلد شمارهٔ هفت فصلنامهٔ گیلگمش
جلد شمارهٔ هشت فصلنامهٔ گیلگمش
جلد شمارهٔ نه فصلنامهٔ گیلگمش
جلد شمارهٔ ده فصلنامهٔ گیلگمش
جلد شمارهٔ یازده فصلنامهٔ گیلگمش
جلد شمارهٔ دوازده فصلنامهٔ گیلگمش
جلد شمارهٔ سیزده فصلنامهٔ گیلگمش
جلد شمارهٔ چهارده فصلنامهٔ گیلگمش
جلد شمارهٔ پانزده فصلنامهٔ گیلگمش

## نگارخانه (جلدهای فصلنامهٔ انگلیسی)

جلد شمارهٔ یک فصلنامهٔ گیلگمش انگلیسی
جلد شمارهٔ دو فصلنامهٔ گیلگمش انگلیسی
جلد شمارهٔ سه فصلنامهٔ گیلگمش انگلیسی
جلد شمارهٔ چهار فصلنامهٔ گیلگمش انگلیسی
جلد شمارهٔ پنج فصلنامهٔ گیلگمش انگلیسی
جلد شمارهٔ شش فصلنامهٔ گیلگمش انگلیسی
جلد شمارهٔ هفت فصلنامهٔ گیلگمش انگلیسی
جلد شمارهٔ هشت فصلنامهٔ گیلگمش انگلیسی
جلد شمارهٔ نه فصلنامهٔ گیلگمش انگلیسی